# Vrbka
Vrbka (deutsch Wrbka, 1939–1945 Weiden) ist eine Gemeinde in Tschechien. Sie liegt acht Kilometer südlich von Kroměříž und gehört zum Okres Kroměříž.

## Geographie
Vrbka befindet sich in den nordöstlichen Ausläufern des Marsgebirges am Rande des Naturparks Chřiby in der Quellmulde eines kleinen Zuflusses zum Trňák. Nordöstlich erhebt sich der Křiby (331 m), im Osten der Jámy (299 m) und südlich die Kula (391 m).
Nachbarorte sind Velké Těšany und Bařice im Norden, Chlum und Karolín im Nordosten, Sulimov im Osten, Nová Dědina im Südosten, Tabarky im Süden, Lubná im Südwesten, Lhotka und Soběsuky im Westen sowie Zlámanka, Trňák, Šelešovice und Drahlov im Nordwesten.

## Geschichte
Archäologische Funde belegen eine Besiedlung auf dem Gebiet der Gemeinde zur Zeit des Großmährischen Reiches.
Vrbka entstand im 14. Jahrhundert im Zuge der Besiedlung der Wälder am Nordrand des Marsgebirges. Die erste schriftliche Erwähnung des Dorfes erfolgte 1408. Im Jahre 1422 wurde Vrbka in einer Urkunde des Kaisers Sigismund über die Verpfändung der Herrschaft Buchlov als deren Zubehör genannt. Zu den bedeutendsten Besitzern des Ortes gehörten die Adelsgeschlechter von Lamberg und Thun-Hohenstein.
Nach der Aufhebung der Patrimonialherrschaften bildete Wrbka ab 1850 eine Gemeinde in der Bezirkshauptmannschaft Kroměříž. Die Bewohner des Dorfes lebten von der Landwirtschaft. Die Schule wurde 1883 errichtet. Der heutige Ortsname Vrbka wird seit 1924 verwendet. 1961 erfolgte die Eingemeindung nach Sulimov. Zwischen 1968 und 1975 wurde der auch für Sulimov und Karolín zuständige Friedhof in Vrbka erweitert und eine Trauerhalle errichtet. Seit der Schulschließung im Jahre 1978 werden die Grundschüler in Sulimov unterrichtet. Mit Beginn des Jahres 1993 löste sich Vrbka wieder von Sulimov los und bildete eine eigene Gemeinde.

## Gemeindegliederung
Für die Gemeinde Vrbka sind keine Ortsteile ausgewiesen. Zu Vrbka gehört die Ansiedlung Tabarky.

## Sehenswürdigkeiten
- Kreuz
- Bauernhof aus dem Jahre 1671
- Privates Museum landwirtschaftlicher Geräte, im Gebäude der ehemaligen Schule
- Zwei Grabstätten aus der Zeit des Großmährischen Reiches bei Tabarky: Die nördlich von Tabarky gelegene umfasst 60 Grabhügel, eine weitere liegt südöstlich von Tabarky.
- Windmühle, nördlich des Dorfes auf halbem Wege nach Velké Těšany: Sie dient heute als Museum.